# مکاتبه
مکاتبه (به انگلیسی: The Correspondence) فیلمی به کارگردانی جوزپه تورناتوره و محصول سال ۲۰۱۶ میلادی است. از بازیگران آن می‌توان جرمی آیرونز، اولگا کوریلنکو، پائولو کالابرزی و شانا مک‌دونالد را نام برد. موسیقی فیلم ساختهٔ انیو موریکونه است.